# Hospital Porto Alegre

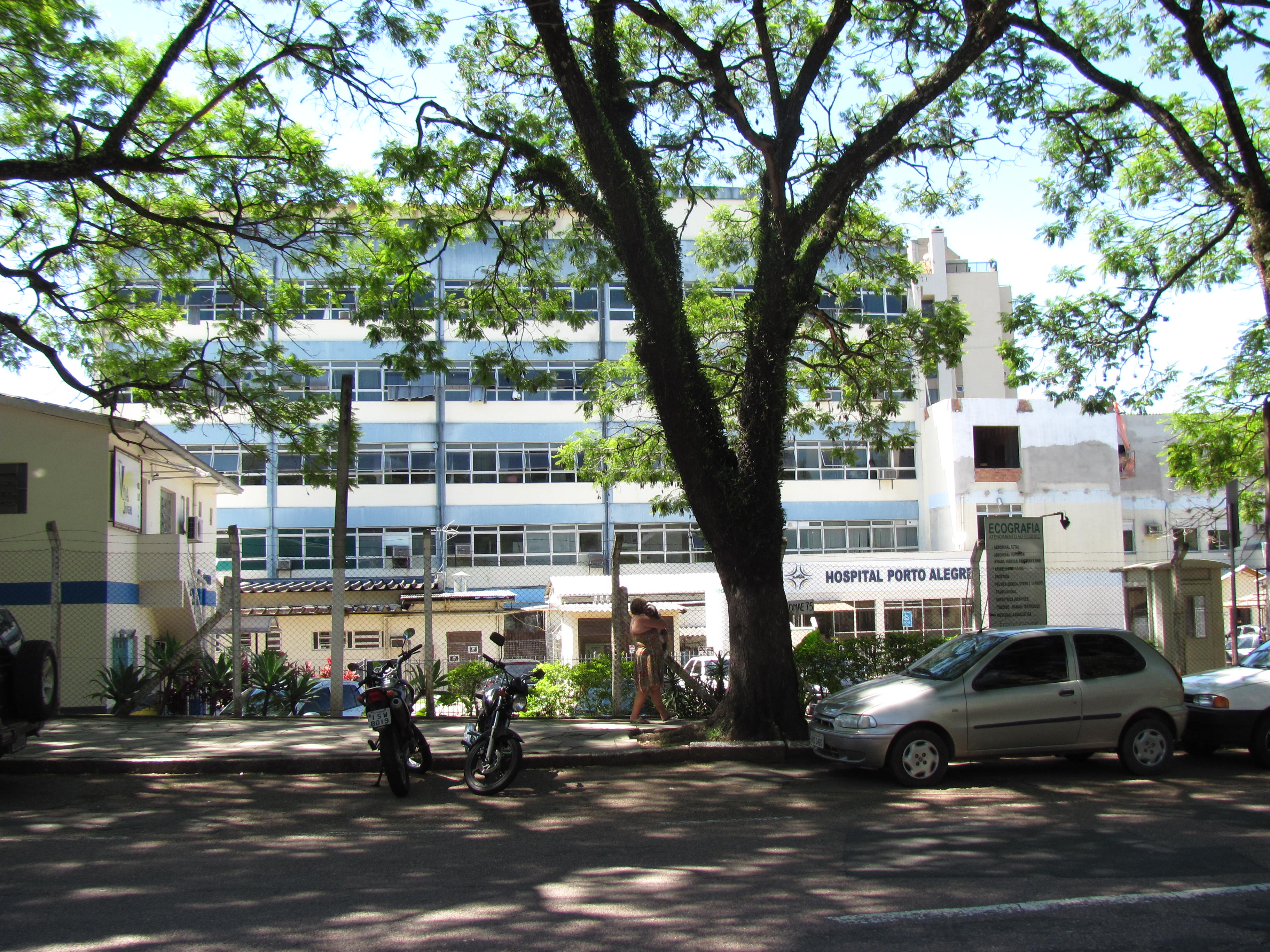
Localidade = R. Antônio Francisco da Rocha, 100 - Azenha

O Hospital Porto Alegre é uma instituição de saúde, que oferece um serviço completo e de qualidade para seus pacientes. Com pronto atendimento, atendimento de especialidades médicas, cirurgias e UTI.
Oferece atendimento de qualidade em diversas áreas, incluindo cardiologia, neurologia, oncologia, ortopedia, entre outras.